# Spritzflasche

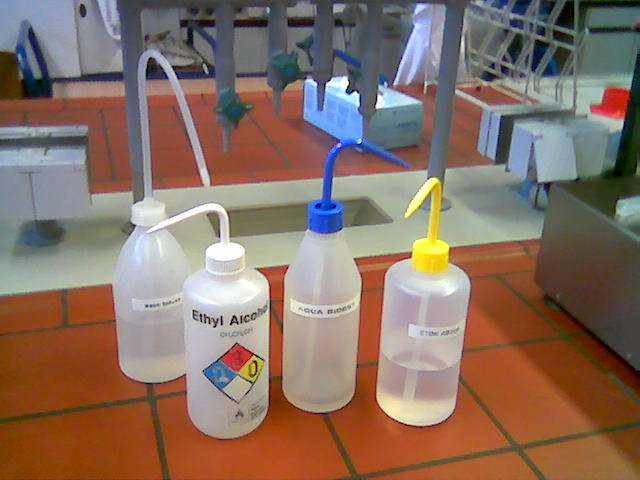
Verschiedene Plastik-Spritzflaschen

Eine Spritzflasche ist ein Laborgerät zum Bereitstellen von Flüssigkeiten wie zum Beispiel Wasser, Aceton oder Ethanol. Spritzflaschen kommen außer im Labor in vielen Bereichen zum Einsatz, wenn es gilt Flüssigkeiten präzise und dosiert einzubringen.

## Beschreibung
Moderne Spritzflaschen bestehen aus einem luftdicht verschlossenen Flaschenkörper aus Polyethylen sowie einem in die Flüssigkeit hineinragenden oben abgewinkeltem Steigrohr. Die Flüssigkeit wird durch Zusammendrücken der Flasche durch eine kleine Öffnung an der Spitze des Röhrchens herausgepresst, so dass das Ziel des Strahles und die Flüssigkeitsmenge genau dosiert werden können.
Ähnlich gebaut ist eine Aufsaugflasche zum Aufsaugen von kleinen Flüssigkeitsmengen (nicht verwechseln mit einer vakuumfesten Saugflasche). Von einer Polyethylenspritzflasche wird das abgewinkelte Steigrohr abgeschnitten oder das abgewinkelte Steigrohr geradegehalten; „auf den Kopf gestellt“ können mit der vorher gequetschten leeren Flasche verschüttete Flüssigkeiten wie auch Quecksilber-Kügelchen einfach aufgesaugt werden.

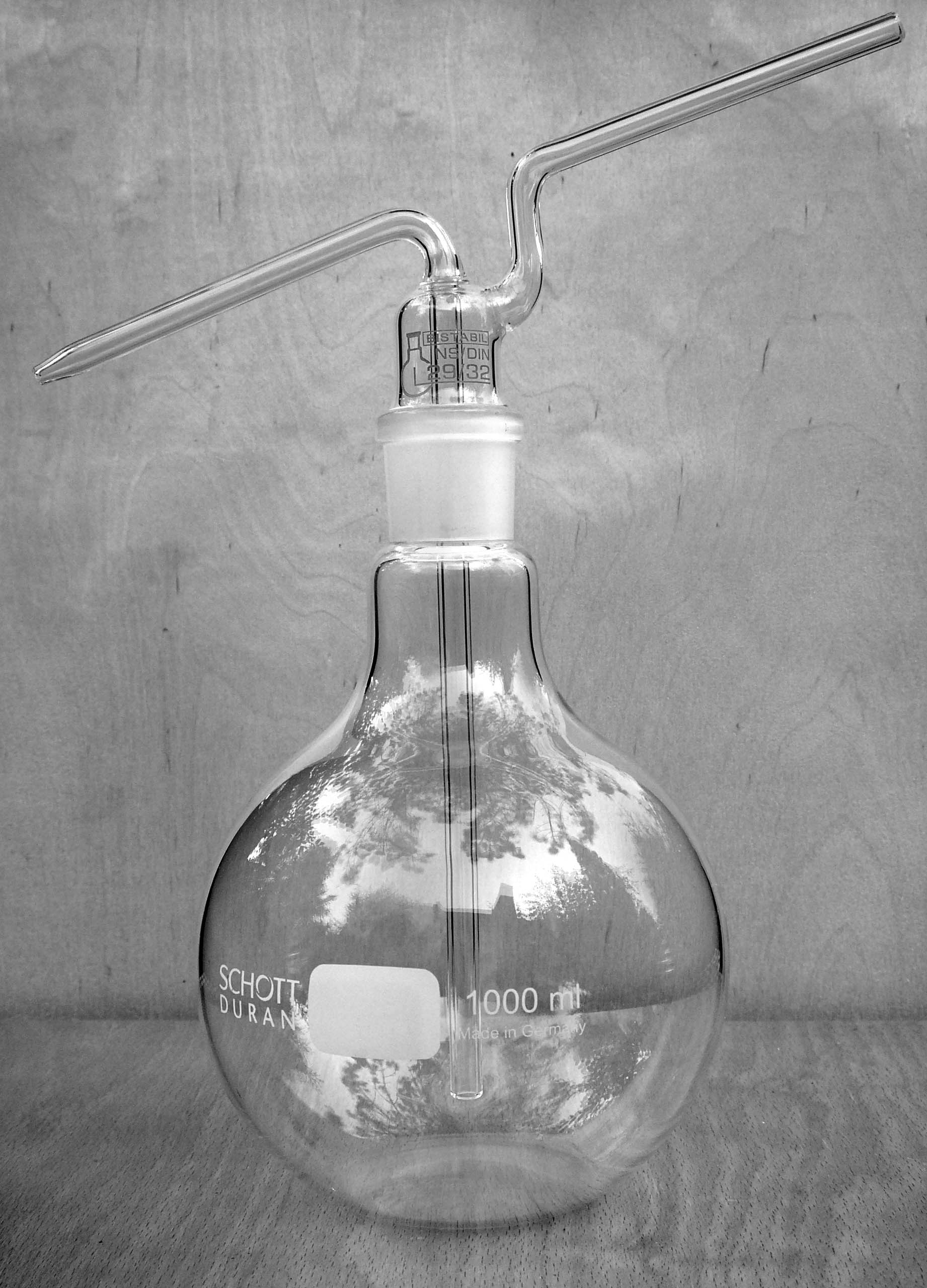
Gläserne Spritzflasche. Durch Einblasen von Luft entsteht ein Überdruck, der die Flüssigkeit herauspresst.

Die vor der Erfindung des Polyethylen verwendete „klassische“ Spritzflasche, auch als „Spritzkolben“ bezeichnet, wurde aus Glas gefertigt. Die Flüssigkeit wurde nicht durch Zusammendrücken herausgepresst, sondern es musste durch ein zweites Röhrchen hineingeblasen werden, so dass die Flüssigkeit durch den Überdruck herausfloss. Beim  Auswaschen von Niederschlägen (ausgefällte Feststoffe) in Büchnertrichtern kann damit auch mit heißer Waschflüssigkeit gewaschen werden.